# Koninklijke Nederlandsche Stoomboot Maatschappij
Die niederländische Reederei Koninklijke Nederlandsche Stoomboot Maatschappij (KNSM; deutsch Königliche Niederländische Dampfschiffgesellschaft), international auch als Royal Netherlands Steamship Company bekannt, bestand von 1856 bis 1981.

## Geschichte

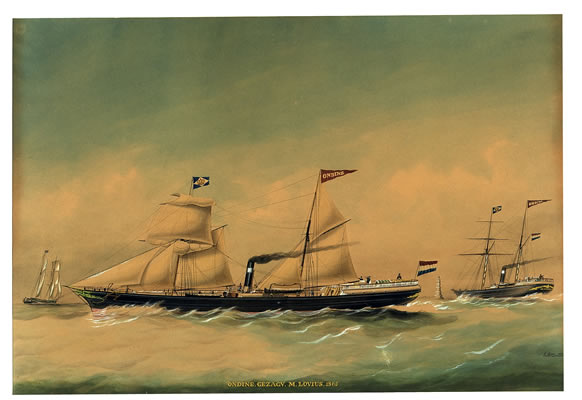
Das erste Schiff der Reederei, die Ondine

Die Gründung erfolgte im Jahre 1856 in Amsterdam. Sie betrieb zunächst für über 20 Jahre Liniendienste in die Ostsee und das Mittelmeer. Mit den Schiffen Pollux und Vesuvius wurden aber ab 1869 schon einzelne Reisen nach New York unternommen. Ab 1881 bestand ein regulärer Passagierliniendienst von Amsterdam nach New York, der aber 1883 in Absprache mit der Holland America Lijn wieder eingestellt wurde. Im Jahr 1912 übernahm die KNSM die Reederei Koninklijke West-Indische Maildienst (Royal West Indian Mail Service, KWIM), ließ diese aber bis zur Auflösung der KWIM im Jahr 1927 als eigenständiges Unternehmen weiterarbeiten.
Die Hauptfahrtgebiete der Passagier- und Frachtdienste der KNSM waren in der Folge auf Linien, ausgehend von Nordwesteuropa in die Karibik, Mittelamerika, die Nord- und Westküste Südamerikas konzentriert.
Im Einzelnen wurden folgende Liniendienste betrieben:
- Ab 1883 Von Amsterdam über Paramaribo, Demerara und Trinidad nach Curacao (später auf weitere Häfen in der Karibik und der Nord- und Westküste Südamerikas erweitert)
- Ab 1888 Von Amsterdam über Surinam, Demerara, Trinidad, Curacao und Port-au-Prince nach New York.
- Ab 1905 Von Paramaribo nach New York
- Ab 1912 Von den Niederlanden über Barbados, Venezuela und Kolumbien nach Colon
- Ab 1913 Von den Niederlanden über Barbados, Venezuela, Curacao und Kolumbien nach Colon
- Ab 1913 Von Paramaribo über Venezuela und Haïti nach New York
- Ab 1920 Von Curacao nach Maracaibo
- Ab 1920 Von Curacao zur Dominikanischen Republik

Die KNSM behielt trotz der schnell nachlassenden Nachfrage nach Linienpassagierdiensten in den 1960er Jahren und der zunehmenden Containerisierung der Seeverkehre und dem damit einhergehenden Kapitalbedarf in den 1970er Jahren lange ihre Unabhängigkeit, wurde aber schließlich zu einer Kooperation gezwungen. Im Jahr 1981 schloss sich die Koninklijke Nederlandsche Stoomboot Maatschappij der seit 1970 bestehenden Koninklijke Nedlloyd Groep in Rotterdam an und hörte damit auf, als eigenständige Reederei zu bestehen.
Ein Kennzeichen der KNSM-Schiffe waren schwarze Schornsteine mit zwei weit oben und unten angesetzten weißen Ringen.